# 5 kilómetros

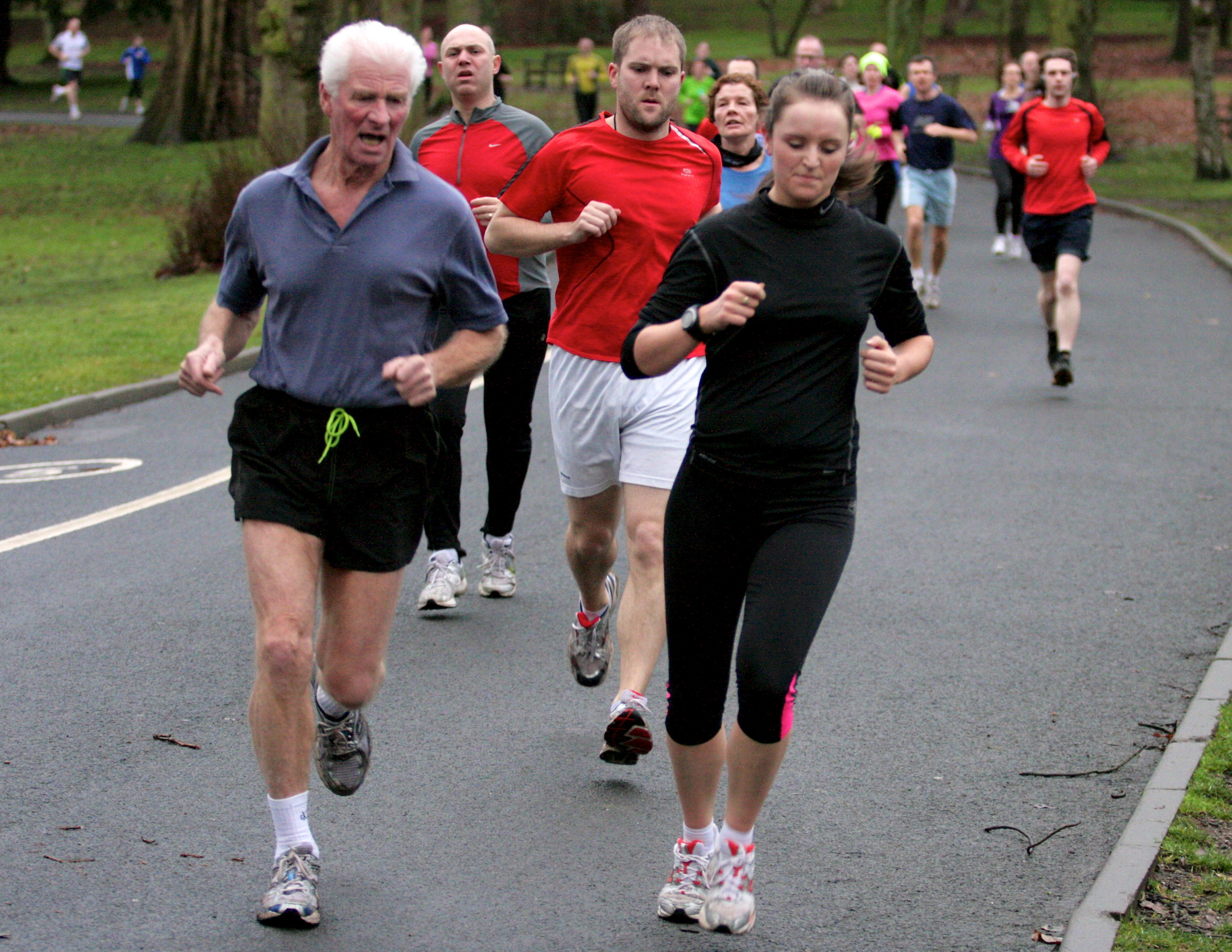
Corredores de una carrera de 5 kilómetros, en la ciudad inglesa de Birmingham

Los 5 kilómetros son una carrera por carretera de larga distancia que cubre una distancia de cinco kilómetros. Si bien recorre la misma distancia, suele diferenciarse con la medida —en kilómetros en vez de en metros— de los 5000 metros en pista. Berihu Aregawi ostenta el récord mundial masculino con un tiempo de 12:49, mientras que Ejgayehu Taye tiene el femenino con un 14:19.